# مينوكا (إلينوي)
مينوكا (بالإنجليزية: Minooka, Illinois)‏ هي منطقة سكنية تقع في الولايات المتحدة في إلينوي. يقدر عدد سكانها بـ 10,924 نسمة .

## الموقع الجغرافي
الموقع الجغرافي للمناطق المحيطة بهذه النقطة هو كالتالي:

## أعلام
- دالي كوين
- نيك أوفرمان